# Volrath zu Solms-Rödelheim
Graf Volrath Friedrich Carl Ludwig zu Solms-Rödelheim und Assenheim (* 6. Dezember 1762 in Assenheim; † 5. Februar 1818 in Rödelheim) war ein regierender Reichsgraf und Dichter.

## Familie
Volrath Graf zu Solms-Rödelheim entstammte dem hessischen Adelsgeschlecht Solms. Er war der älteste Sohn und nach dem Tod zweier jüngerer Geschwister das einzige Kind von  von Johann Ernst Karl Graf zu Solms-Rödelheim und Assenheim (1714–1790) und seiner zweiten Frau Amöna Charlotte Eleonora, geborene Gräfin zu Löwenstein-Wertheim-Virneburg (1743–1800). Die reichsunmittelbare Herrschaft über Rödelheim und Assenheim (Grafschaft Solms-Rödelheim) übernahm Graf Volrats Vater erst nach dem Tod seines älteren Bruders Graf Wilhelm Karl Ludwig (1699–1778), der keine männlichen Nachkommen hinterlassen hatte. Über die Jugend und Erziehung des Grafen Volrat sind nur wenige Details bekannt. Unterrichtet wurde er bis zu seinem vierzehnten Lebensjahr durch den Hofmeister und späteren Hof- und Konsistorialrat Johann Hartmann Walther.
Er heiratete am 28. August 1789 in Laubach Philippine Charlotte Sophie Gräfin von Solms-Laubach (* 19. Dezember 1771 in Laubach; † 6. Juli 1807 in Utphe), die Tochter des Erbgrafen Georg August zu Solms-Laubach. Sie hatten folgende Kinder:
- Karl (1790–1844)

⚭ 1824 Louise Amalie, geborene Gräfin zu Solms-Laubach (1795–1875)
- Friedrich (1791–1859)
- Ferdinande Sophie Charlotte Friederike (1793–1859)

⚭ 1815 Maximilian Graf zu Erbach-Schönberg (1787–1823)
- Franz (1796–1852)
- Henriette Amöne Luise (1800–1804)
- Eduard Friedrich Heinrich (1801–1860)
- Elisabeth (1806–1885)

⚭ 1826 Wilhelm Friedrich Fürst zu Salm-Horstmar (1799–1865).

## Werdegang
- 1776–1780 Studium in Gießen, anschließend am Reichskammergericht in Wetzlar
- 1786–1788 Reise in die Schweiz sowie durch Mittel- und Norddeutschland
- 1790–1806 regierender Graf in Rödelheim
- danach in Braunschweig, seit 1814 in Rödelheim
- 1780–1785 Mitglied der Gießener Freimaurerloge „Ludwig zu den drei goldenen Löwen“ im Lehrlingsgrad
- Volrath war Außerdem ein Mitglied des Illuminatenorden und trug den Ordensnamen Quintilius Varus[2]

## Werke (Auswahl)
- 1802: Trennung und Versöhnung
- 1802: Rath und Trost an M:
- 1802: Die Spröde
- 1803: Abschied von dem Jahrhundert
- 1808: Laodamia
- 1811: Lebenswege
- 1811: Amors Rettung
- 1811: Gespräch mit der Nachtigall
- 1813: Triumphlied nach geschlagener Freiheitsschlacht
- [1814]: Rundgesang zu singen am 1sten May 1814 – anonymer Einzeldruck, Teilabdruck bei Isenburg.[3]